# Gäddmyr
Gäddmyr is een plaatsaanduiding binnen de Zweedse gemeente Gällivare. Gäddmyr wordt gevormd door een rangeergelegenheid aan de Ertsspoorlijn (code Gy).